# Ísola Foradada
|  | Aquest article tracta sobre l'illa de l'Alguer. Vegeu-ne altres significats a «Foradada (desambiguació)». |

La Foradada (en italià: Isola di Foradada) és una ísola situada a pocs quilòmetres de la ciutat sarda i catalanoparlant de l'Alguer, a les proximitats del cap de la Caça i en mar obert. Es tracta d'un imponent crastu calcari de color blanquigino i foradat de banda a banda.